# جيفري تارانت
جيفري تارانت (بالإنجليزية: Jeffrey Tarrant)‏ هو فاعل خير ومستثمر ومنتج أفلام أمريكي، ولد في 4 أبريل 1956 في ستوكتون في الولايات المتحدة، وتوفي في 5 أغسطس 2019 في بريدجهامبتون في الولايات المتحدة.

## وصلات خارجية
- جيفري تارانت على موقع IMDb (الإنجليزية)
- جيفري تارانت على موقع قاعدة بيانات الفيلم (الإنجليزية)